# Hybos trisetosus
Hybos trisetosus är en tvåvingeart som beskrevs av Frey 1953. Hybos trisetosus ingår i släktet Hybos och familjen puckeldansflugor.
Artens utbredningsområde är Myanmar. Inga underarter finns listade i Catalogue of Life.